# Olaf Isaachsen

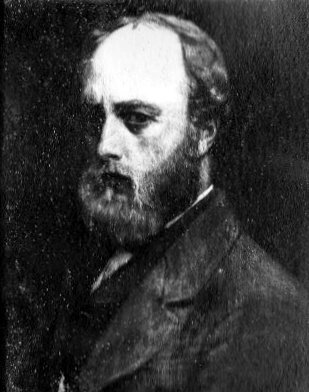
Olaf Isaachsen, Selbstporträt

Olaf (Ole) Wilhelm Isaachsen (* 16. Mai 1835 in Mandal, Norwegen; † 22. September 1893 in Kjos in Oddernes, heute Kristiansand, Norwegen) war ein norwegischer Maler der Düsseldorfer Schule.

## Leben
Isaachsen entstammte einer wohlhabenden und gebildeten Kaufmannsfamilie aus Kjos, heute Kristiansand, Südnorwegen. Seine Eltern waren der Jurist Daniel Peter Christian Isaachsen (1811–1882) und dessen Ehefrau Cecilie Marie, geborene Wattne (1811–1895). Sein Großvater war der norwegische Politiker und Storting-Abgeordnete Isaach Isaachsen (1774–1828). Ersten Zeichenunterricht erhielt er von seiner Cousine, der Malerin Hedevig Erichsen Lund (1824–1888) und Frau des Malers Bernt Lund (1812–1885). Unter den Lehrern Joachim Frich und Johannes Flintoe erhielt er ab 1850 auf der Königlichen Zeichenschule in Christiania weitere Unterweisungen in der Malerei. 1852 begann er ein Studium an einer Militärakademie, das er 1854 wegen einer Erkrankung vorzeitig beendete. Von 1854 bis 1858 studierte er an der Kunstakademie Düsseldorf unter den Professoren Josef Wintergerst, Karl Müller und Christian Köhler. Privatunterricht erhielt er dort zudem von seinem in Düsseldorf lebenden Landsmann Adolph Tidemand, der ihn mit den Sujets der Norwegischen Nationalromantik vertraut machte. Fraglich ist, ob Isaachsen 1858/1859 auch bei Karl Ferdinand Sohn und bei Theodor Hildebrandt Unterricht nahm. Eine enge Freundschaft scheint ihn mit Peter Nicolai Arbo verbunden zu haben. Von 1857 bis 1860 gehörte er dem Künstlerverein Malkasten an. Im Februar 1859 reiste er in Begleitung seines finnischen Freundes August von Becker nach Paris, um für ein Jahr Schüler von Thomas Couture zu sein, dessen Aktstudien er durch August Jernberg kennengelernt hatte. Couture und Gustave Courbet, in dessen Studio er von Dezember 1860 bis Frühjahr 1861 arbeitete, hatten starken Einfluss auf Isaachsen, was sich insbesondere in einem ausgeprägten Kolorismus sowie in einer Hinwendung zum Realismus und Naturalismus ausdrückte. Am 23. August 1864 heiratete Isaachsen in Düsseldorf Antonie (Toni) Johanne Prehr (1838–1870), die Tochter des Tierarztes Wilhelm Heinrich Prehr und seiner Frau Jeanette, geborene Walther. Antonie gebar vier Kinder und verstarb bereits 1870 an einer Tuberkulose. Zwei Jahre später starb seine vierjährige Tochter Johanna Marie an Diphtherie, so dass er mit drei kleinen Söhnen zurückblieb. Isaachsen unternahm eine Vielzahl von Studienreisen, innerhalb Norwegens und Deutschlands sowie nach Belgien (1857), Frankreich (1861, 1867), Italien (1863) und Großbritannien (1859, 1862). 1867 und 1874 hielt er sich erneut für längere Zeit in Paris auf. 1864, 1867 und 1872 bis 1875 lebte und arbeitete er in Düsseldorf.

## Werk (Auswahl)
- En sjørøver, 1858
- Seks akter fra Paris, 1859
- Landskap fra Apeninnene, 1863

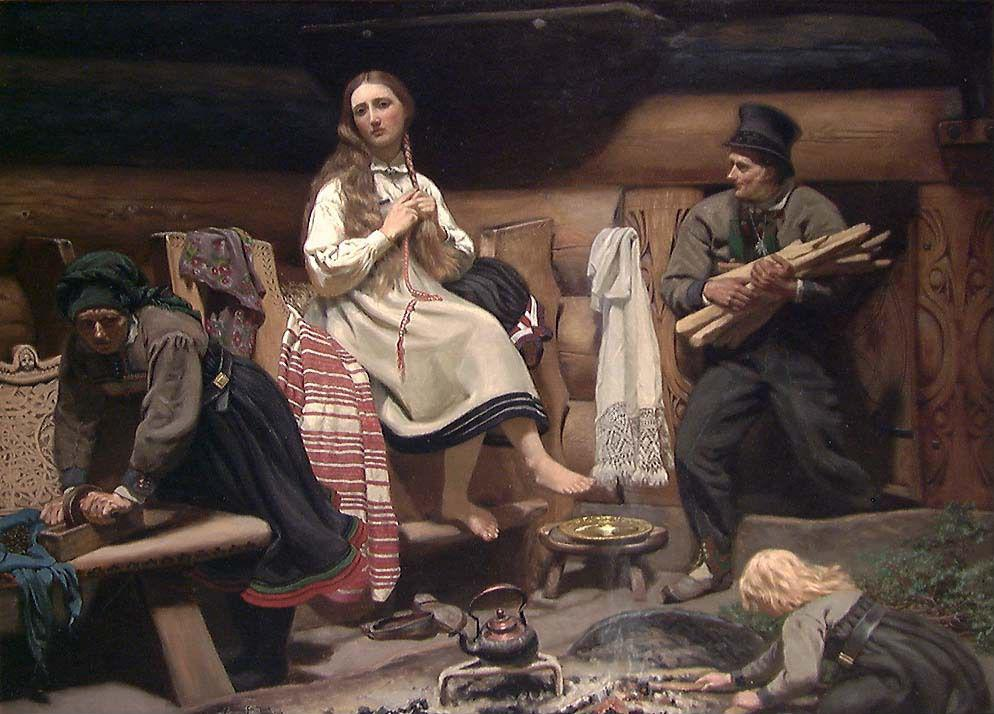
Setesdalsinteriør, 1869

- Setesdalsstue, Kveste i Valle, 1866
- Slagsmål i en bondestue, 1866
- Studie av en såret mann, 1866
- Liggende setesdøl, 1866
- Ung setesdøl, 1866
- Slagsbror, 1867
- Setesdalsinteriør, 1869
- Et litterært funn, 1870/1871
- Bruden pyntes, 1878
- Setesdalsloft, 1878
- Stabbursinteriør fra Ose i Setesdal, 1878
- Stuen i Holskogen, ca. 1880
- Syrinbusk i morgensol, 1881
- Tore Hund ved Olav den helliges lik, 1881
- Venemyr i Søgne Sogn Høststemning, 1885
- Efter badet, 1889
- Kristiansand etter brannen, 1892
- Tre brannbilder fra Kristiansand, 1892